# 부줌부라 국제공항

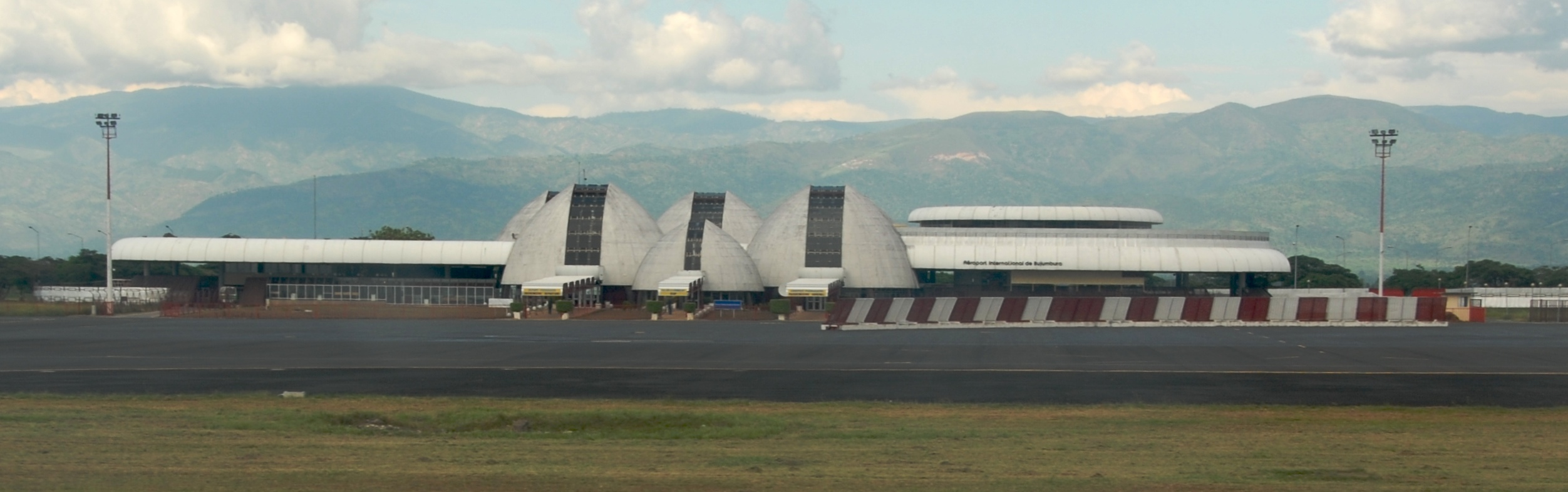

부줌부라 국제공항(Bujumbura International Airport, IATA: BJM, ICAO: HBBA)은 부룬디의 전 수도 부줌부라의 공항이다. 부룬디 유일의 국제공항이며 포장된 활주로가 있는 부룬디의 유일한 공항이다.

## 역사
1952년 개항하였다. 2019년 7월 1일, 이 공항의 이름은 1993년 10월 쿠데타 당시 살해된 브룬디의 민주적으로 처음 선출된 대통령 멜키오르 은다다예의 이름을 따라 명명되었다. 이 사건으로 인해 장기간의 브룬디 내전이 발발했다.